# Marián Vraštiak
Marián Vraštiak (* 13. června 1959) je bývalý slovenský fotbalista, brankář.

## Fotbalová kariéra
V československé lize hrál za Lokomotivu Košice a ZVL Žilina. V československé lize nastoupil v 55 utkáních.

## Ligová bilance
| Ročník                                   | Zápasy | Góly | Klub              |
| ---------------------------------------- | ------ | ---- | ----------------- |
| 1. československá fotbalová liga 1980/81 | 1      | 0    | Lokomotiva Košice |
| 1. československá fotbalová liga 1981/82 | 0      | 0    | Lokomotiva Košice |
| 1. československá fotbalová liga 1982/83 | 3      | 0    | Lokomotiva Košice |
| 1. československá fotbalová liga 1983/84 | 14     | 0    | Lokomotiva Košice |
| 1. československá fotbalová liga 1984/85 | 19     | 0    | Lokomotiva Košice |
| 1. československá fotbalová liga 1985/86 | 5      | 0    | Lokomotiva Košice |
| 1. československá fotbalová liga 1987/88 | 13     | 0    | ZVL Žilina        |
| CELKEM                                   | 55     | 0    |                   |